# Институт динамики геосфер РАН
Институт динамики геосфер имени академика М. А. Садовского (ИДГ РАН) — федеральное государственное бюджетное учреждение науки  Российской академии наук.
26 марта 1991 г. вышло постановление Президиума Академии Наук об образовании ИНСТИТУТА ДИНАМИКИ ГЕОСФЕР. Целью и предметом деятельности ИДГ РАН является проведение фундаментальных, прикладных и поисковых научных исследований в области геофизики естественных и техногенных воздействий на геосистемы для решения крупных научно-технических проблем рационального использования природных ресурсов и геофизических аспектов национальной безопасности.

## Научные направления
Институтом ведутся научные исследования по следующим направлениям:
- Геомеханика блочных структур и разломов земной коры, очагов динамических событий, триггерные эффекты в геосистемах, техногенная сейсмичность, подземная флюидодинамика, безопасное и эффективное освоение земных недр, в том числе в Арктическом регионе, динамическая устойчивость подземных сооружений, сейсмология, изучение структур Земли сейсмическими методами, пространственные модели строения литосферы, сейсмический мониторинг природных и промышленных объектов, сейсмология взрывов.
- Приповерхностная геофизика, взаимодействие геосфер, преобразование и взаимодействие физических полей в приповерхностной зоне Земли, их связь с процессами во внутренних и внешних геосферах, разработка методов комплексного геофизического мониторинга локальных участков земной коры в районах расположения особо ответственных объектов.
- Динамические, радиационные и плазмохимические процессы в ионосфере и атмосфере Земли, физические поля и токи в геосферах, распространение электромагнитных волн в возмущенной среде, ионосферно-магнитосферные связи и взаимодействия.
- Процессы при экстремальных воздействиях на геосферы (при взрывах, извержениях вулканов, внедрении внеземных тел и их ударов по поверхности Земли) и их последствия, разработка компьютерных моделей крупномасштабных природных катастроф.
- Комплексное приборное, методическое и геофизическое обеспечение решения вопросов рационального освоения недр и национальной безопасности, разработка и создание геофизических датчиков и приборов, развитие междисциплинарных центров мониторинга динамики физических полей Земли. Разработка и изготовление адаптивных оптических систем для управления параметрами мощного лазерного излучения, а также компенсации искажений светового излучения в условиях атмосферной турбулентности.

## Структура
Директором Института является д.ф.-м.н. С.Б. Турунтаев. Заместители директора по научной работе – профессор, д.ф.-м.н. Г.Г. Кочарян, к.т.н. А.Н. Ляхов. Учёный секретарь – к.ф.-м.н. Д.Н. Локтев. Советник РАН – академик РАН, д.ф.-м.н. В.В. Адушкин. Научный руководитель Института – профессор, д.ф.-м.н. Ю.И. Зецер. 
В настоящее время в состав ИДГ РАН входят 8 научных лабораторий:
- Деформационных процессов в земной коре  (зав.лаб. – к.ф.-м.н. А.А. Остапчук)

Работы лаборатории направлены на изучение закономерностей зарождения и развития деформационных процессов в земной коре. Отличительной особенностью является опора на лабораторные и численные эксперименты, результаты полевых исследований. Созданные в лаборатории оригинальные методы и подходы применяются при исследовании структуры и механики природных и техногенных деформационных явлений, включая землетрясения, события медленного скольжения, лавины и оползни. Исследования ведутся в области подземной флюидодинамики, сейсмологии взрывов диагностики, деформационных характеристик разломных зон, механики импактных событий и их роли в эволюции Земли и планет.
- Геомеханики и флюидодинамики (зав.лаб. – к.ф.-м.н. Н.А. Барышников)

Основным направлением исследований является изучение взаимосвязанных сейсмодеформационных и флюидодинамических процессов в земной коре, связанных с выявлением и изучением фундаментальных механизмов реакции флюидонасыщенных систем на техногенное воздействие, в том числе при интенсификации нефтедобычи (включая месторождения баженовской свиты). В лаборатории проводится изучение техногенной Заведующий лабораторией к.ф.-м.н. Н. А. Барышников сейсмичности, вызванной различными видами воздействий на недра (разработкой месторождений твердых полезных ископаемых и углеводородов, взрывными воздействиями и т.д.), ведутся экспериментальные исследования фильтрационных процессов и сейсмоакустических явлений.
- Сейсмологических методов исследования литосферы (зав.лаб. – д.ф.-м.н. И.А. Санина)

В лаборатории решается широкий спектр задач по изучению структурных особенностей оболочек Земли и их связи с динамическими процессами в земных недрах. Основными направлениями исследований являются: изучение тонкой структуры земного ядра; развитие инструментальных средств регистрации сейсмических событий и совершенствование методов их дискриминации; построение комплексных моделей земной коры и верхней мантии, включающих кинематические и динамические характеристики среды.
- Приповерхностной геофизики (зав.лаб. – д.ф.-м.н. А.А. Спивак)

Основными направлениями исследований являются установление природы и механизмов генерации, преобразования и взаимодействия геофизических полей в приповерхностной зоне Земли. Определение роли разломных зон земной коры в формировании режимов геофизических полей. Установление влияния слабых возмущений земной коры (деформация в результате лунно-солнечного прилива, барические вариации в атмосфере и т.д.) на геодинамические процессы, амплитудные и спектральные характеристики геофизических полей. Разработка феноменологических и численных моделей преобразования энергии между геофизическими полями разной природы. Разработка моделей литосферно-атмосферных взаимодействий в среде обитания.
- Математического моделирования геофизических процессов (зав.лаб. – д.ф.-м.н. В.В. Шувалов)

Деятельность лаборатории связана с изучением последствий различных природных катастроф, в том числе, в условиях высокотехнологичного общества. Работа направлена на развитие методов моделирования природных катастрофических явлений и изучение последствий конкретных природных явлений (в том числе фреатомагматических вулканических извержений и ударов космических тел разного размера) методами численного эксперимента.
- Электродинамических процессов в геофизике (зав.лаб. – к.т.н. А.Н. Ляхов)

Основными направлениями исследований являются разработка численных моделей возмущенных состояний ионосферы под действием естественных и техногенных факторов. Исследование влияния геофизических факторов на радиоканалы связи, управления и навигации всех диапазонов длин волн от сверх длинноволновых до сантиметровых
- Литосферно-ионосферных связей (зав.лаб. – к.ф.-м.н. И.А. Ряховский)

Научные исследования, проводимые в лаборатории, направлены на обнаружение и изучение взаимосвязанных возмущений в литосферно-атмосферно-ионосферной системе с целью выявления их механизмов, разработки методов геофизических измерений в широком диапазоне амплитуд и частот, совершенствование методов экспериментальных исследований пространственновременной динамики среднеширотной ионосферы и построение эмпирических моделей среды в различных гелиогеофизических условиях. Созданный уникальный радиофизический комплекс в ГФО Михнево, позволяет проводить координированные измерения вариаций электромагнитных и электрических полей, радиосигналов КВ, ДВ и СДВ диапазонов вариаций и абсолютного значения полного электронного содержания ионосферы, получать данные об особенностях структуры и динамики ионосферной плазмы в среднеширотной зоне Европейской части страны.
- Атмосферной адаптивной оптики (зав.лаб. – д.ф.-м.н. А.В. Кудряшов)

Основное направление деятельности коллектива лаборатории - разработка и изготовление адаптивных оптических систем для управления параметрами мощного лазерного излучения, а также компенсации искажений светового излучения в условиях атмосферной турбулентности.
В Институте работает Диссертационный совет  №Д002.050.01 (Председатель - академик РАН, д.ф.-м.н. В.В. Адушкин), который принимает к защите диссертации на соискание ученой степени доктора физ.-мат. наук, кандидата физ.-мат. наук, по специальностям: 25.00.10 — геофизика, геофизические методы поисков полезных ископаемых и 25.00.29 — физика атмосферы и гидросферы. 
В соответствии с лицензией на осуществление образовательной деятельности в ИДГ РАН ведётся обучение по программам подготовки научно-педагогических кадров в аспирантуре по специальностям: 25.00.10 – геофизика, геофизические методы поиска полезных ископаемых и 25.00.29 – физика атмосферы и гидросферы

## Кафедра "Теоретическая и экспериментальная физика геосистем" МФТИ
В 1963 г. по инициативе академиков М. А. Садовского и М. А. Лаврентьев в Спецсекторе ИФЗ АН СССР была создана базовая кафедра Московского физико-технического института «Физики взрыва». Первым заведующим кафедрой был профессор В.Н.Родионов. В настоящее время в ИДГ РАН действует базовая кафедра «Теоретическая и экспериментальная физика геосистем» МФТИ. Заведующим кафедрой является д.ф.-м.н. С.Б. Турунтаев, заместитель заведующего кафедрой - к.ф.-м.н. А.А. Остапчук.
Кафедра готовит специалистов по фундаментальной и прикладной геофизике процессов, протекающих в Земле, на её поверхности и в ближнем космосе. Курсы лекций, которые охватывают весь спектр геофизики, читают ведущие научные сотрудники Института. На семинарских и практических занятиях студенты знакомятся с современным геофизическим оборудованием, осваивают методы сбора, анализа и хранения геофизических данных, изучают компьютерное моделирование геофизических процессов и реализуют научные минипроекты.

## История[4]

### Организация Специального сектора ИХФ АН СССР (1946—1963)
30 апреля 1946 г. — на основании Постановления Совета Министров СССР с целью исследования физических процессов, возникающих при ядерных взрывах, было сформировано специальное подразделение — Спецсектор по изучению теории ядерных цепных реакций и взрывов при Институте химической физики АН СССР. Руководство было возложено на заместителя директора ИХФ АН СССР М. А. Садовского.
Подразделения Спецсектора и их руководители:
- отдел приборостроения — Г. Л. Шнирман;
- отдел высоких напряжений — О. И. Лейпунский;
- отдел прикладной механики — С. А. Христианович;
- отдел теоретической физики — А. С. Компанеец;
- отдел механики подводного взрыва — И. Л. Зельманов;
- отдел теплового и светового излучений — А. А. Ковальский;
- электровакуумная лаборатория — Б. М. Степанов.

Для решения одной из основных задач, возложенных на Спецсектор, а именно для изучения процессов, протекающих при ядерных взрывах, потребовалось привлечение высококвалифицированных сотрудников в широком диапазоне специальностей, а также создание новых уникальных датчиков и аппаратуры.
В Спецсекторе было разработано и спроектировано 80 % всей аппаратуры, использованной на первом испытании советской атомной бомбы РДС-1, включая регистрирующую аппаратуру для контроля физических процессов, а также систему автоматического включения всей измерительной аппаратуры и систему подрыва атомного заряда.

### Спецсектор ИФЗ АН СССР (1963—1991)
В 1960 г. М. А. Садовский был избран директором Института физики Земли им. О. Ю. Шмидта АН СССР.
В 1963 г. был оформлен официальный перевод Спецсектора из ИХФ АН СССР в ИФЗ АН СССР (с коллективом сотрудников 500 человек).
После вступления в силу Договора о запрещении ядерных испытаний в трёх средах (1963 г.), в СССР проводились только подземные испытания ядерного оружия на Семипалатинском и Новоземельском полигонах.
С 1963 по 1991 гг. — Спецсектор ИФЗ активно участвовал в работах по обеспечению инструментальных наблюдений за подземными ядерными взрывами на Семипалатинском и Новоземельском полигонах. По инициативе М. А. Садовского к работам по обеспечению безопасности проведения подземных ядерных взрывов, осуществлению сейсмического контроля за подземными взрывами на иностранных полигонах, использованию подземных ядерных взрывов в мирных целях вместе с сотрудниками Спецсектора были привлечены учёные ИФЗ С.К. Дараган, О.К. Кедров, Е.И. Люкэ, И.Л. Нерсесов, А.В. Николаев, Б.Г. Рулёв, И.П. Пасечник, Д.Д. Султанов, Д.А. Харин и многие другие. В ходе совместной работы были получены существенные результаты в моделировании действия взрыва и очага землетрясений; в изучении структуры разрушения твёрдых тел; в методике выделения сейсмических сигналов взрывов среди записей землетрясений, в определении энергии источника сейсмических волн и т. д.
С 1966 по 1971 гг. — на Семипалатинском полигоне действовала постоянная экспедиция Спецсектора под руководством М.М. Павлова, в составе которой работали С.В. Кондратьев, И. А. Сизов и др. В результате исследований был накоплен большой экспериментальный материал по динамике нагружения массива горных пород подземным взрывом.
В 1988 г. начальником Спецсектора и заместителем директора ИФЗ АН СССР был избран В. В. Адушкин. По предложению М. А. Садовского началась работа по организации на базе Спецсектора отдельного самостоятельного института.

### Институт динамики геосфер (1991 — н.в.)
26 марта 1991 г. — вышло постановление Президиума Академии Наук об образовании Института динамики геосфер. Первым директором стал В. В. Адушкин.
Целью и предметом деятельности ИДГ РАН стало проведение фундаментальных, прикладных и поисковых научных исследований в области геофизики естественных и техногенных воздействий на геосистемы для решения крупных научно-технических проблем рационального использования природных ресурсов и геофизических аспектов национальной безопасности.
В 2004 г. директором стал Ю. И. Зецер.
С 2015 г. по н.в. директором ИДГ РАН является С. Б. Турунтаев.

## Научные конференции
В Институте проводятся научные конференции с международным участием "Триггерные эффекты в геосистемах".

## Научный журнал
Институт выпускает научный журнал «Динамические процессы в геосферах». Журнал публикует результаты оригинальных наблюдательных, экспериментальных и теоретических исследовательских работ и обзоров по наукам о Земле как системе взаимодействующих геосфер – от ядра и до внешних оболочек, включая экзогенные воздействия на литосферу, атмосферу, ионосферу во всех пространственных и временных масштабах. Журнал Сборник входит в РИНЦ.
Главный редактор журнала — Б. А. Иванов, доктор физико-математических наук, главный научный сотрудник ИДГ РАН

## Инструментальные измерения
Наблюдения за изменениями параметров геофизических полей производятся в центрах ИДГ РАН:
- Геофизическая обсерватория ИДГ РАН "Михнево" (ГФО "Михнево");
- Центр геофизического мониторинга.

В 2021 г. на базе Института организована уникальная научная установка «Среднеширотный комплекс геофизических наблюдений «Михнево» (УНУ СКГН "Михнево"), представляющая собой комплекс измерительных установок, производящий синхронные измерения литосферных, атмосферных и ионосферных процессов.

## Известные сотрудники
- Адушкин, Виталий Васильевич — академик РАН, советник РАН
- Зецер, Юлий Израилович — профессор, д. ф.-м. н.
- Авсюк, Юрий Николаевич — член-корреспондент РАН
- Лобковский, Леопольд Исаевич — член-корреспондент РАН
- Маловичко, Алексей Александрович — член-корреспондент РАН